# Daptomycine
La daptomycine est un lipopeptide antibiotique. Elle n'est active que contre les organismes gram-positifs. Il s'agit d'un véritable antibiotique en ce sens que c'est un composé naturel présent dans le sol saprotrophe, Streptomyces roseosporus.

## Historique
Le composé a d'abord été appelé LY146032 et a été découvert par la firme Eli Lilly dans les années 1980 (Counter 1984) dans le cadre de leur recherche en matière de nouveaux médicaments. Les droits afférents à LY146032 ont été achetés en 1997 par Cubist Pharmaceuticals. La daptomycine fut commercialisée d'abord aux États-Unis, en novembre 2003, puis en Europe, en janvier 2006, toujours sous le nom de Cubicin.

## Pharmacologie
Liaison à 90 % aux protéines plasmatiques, diffusion principalement dans les tissus fortement vascularisés, passage de la barrière hémato-encéphalique, métabolisation très faible, élimination essentiellement urinaire (78 %), passage trans-placentaire, passage dans le lait maternel non étudié.
La daptomycine est seulement active contre les bactéries Gram positifs. Le mécanisme précis de son action est toujours (13 nov 2005）inconnu. Il est connu que la daptomycine nécessite des ions calcium pour fonctionner, elles se lient à la membrane des bactéries et entraînent une dépolarisation rapide, la perte du potentiel de membrane mène à une inhibition de la synthèse d'ADN d'ARN et de protéine de la bactérie, ce qui conduit à sa destruction. L’activité bactéricide de la daptomycine est concentration dépendante. De par son nouveau mécanisme d'action, la daptomycine est sans doute active à l'encontre des organismes résistant à la méticilline, la vancomycine et le linézolide.
Il a été prouvé “in vitro” une activité à l'encontre des enterococcus résistants aux glycopeptides, contre les staphylococcus, streptococcus et corynebacterium résistants à la méthicilline.
La daptomycine ne peut être utilisée dans le cadre de l'infection pulmonaire du fait de son inactivation par le surfactant.
“In vitro” il y a une évidente synergie entre la daptomycine et la classe thérapeutique bêta-lactamines. Il n'y a pas d'évidence d'une antagonisation jusqu'à ce jour.
La daptomycine n'est pas affectée par une injection de probénécide dans le même temps.

## Indications
Son indication principale est l'infection à staphylocoque doré.
Il est utilisé dans les infections à entérocoques, même si des cas d'émergence de résistances ont été décrites sur des souches déjà résistantes à la vancomycine,.

## Posologie
6 mg/kg/j en i.v. en moyenne

## Effets secondaires
Toxicité musculaire
La daptomycine peut causer une pneumonie éosinophile aiguë, qui donne des images en verres dépolies au scanner thoracique similaires à celle de l'infection Covid19.